# Rho Ophiuchi
Rho Ophiuchi (ρ Ophiuchi / ρ Oph / 5 Ophiuchi) es una estrella doble en la constelación de Ofiuco de magnitud aparente +4,63, cuyas componentes, separadas 3 segundos de arco, ofrecen un interesante cuadro a través de un pequeño telescopio. La separación real entre ambas es de al menos 400 UA y su período orbital supera los 2000 años. El sistema se encuentra a 394 años luz del sistema solar.
Aunque las dos estrellas tienen tipo espectral B2 y una temperatura de 22.400 K, no son igualmente luminosas. La estrella principal, catalogada como subgigante, es 4900 veces más luminosa que el Sol y es 9 veces más masiva que éste. Su acompañante, una estrella de la secuencia principal, brilla con una luminosidad 2100 veces mayor que la luminosidad solar. Esta última tiene una masa de 8 masas solares. Como otras estrellas afines, rotan a gran velocidad, superando los 300 km/s en el ecuador.
Rho Ophiuchi se encuentra en una región de nubes de polvo dentro de la Vía Láctea. Envolviendo a Rho Ophiuchi existe una brillante nebulosa de reflexión originada por la luz estelar que es dispersada por una nube de polvo interestelar. Alrededor de esta nebulosa hay enormes y oscuras nubes no iluminadas que se extienden 100 años luz al este en dirección a la constelación de Sagitario. Dichas nubes constituyen focos activos de formación estelar.